# Klint (Braunschweig)

Blickrichtung Süden, rechts die Grundschule Klint.

Der Klint ist eine kurze Straße im Magniviertel von Braunschweig. Mit dem Bäckerklint, dem Radeklint und dem heute nicht mehr existierenden Südklint gehört er zu den vier „Klinten“ Braunschweigs.

## Etymologie
Im Niederdeutschen bezeichnet Klint eine Anhöhe, einen Abhang oder steilen Uferrand bzw. einen sich aus einer Niederung erhebenden Hügel. Die Gegend um den Klint ist nach dem unweit etwas weiter westlich gelegenen Bereich um die  Aegidienkirche mit 74,5 m der zweithöchstgelegene Bereich im Gebiet der Innenstadt und erhebt sich ca. 5 m über den Verlauf der Oker.

## Geschichte

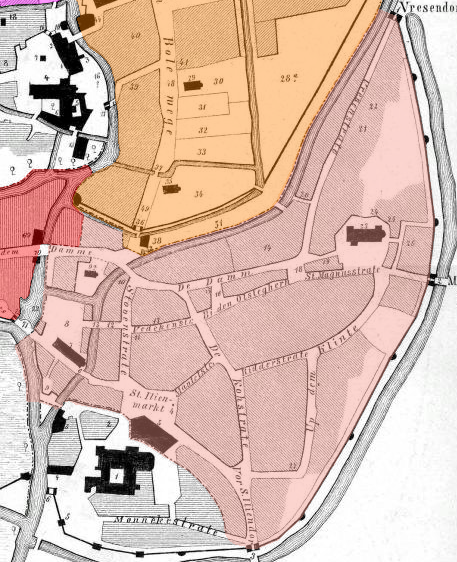
Das historische Weichbild Altewiek, heute Magniviertel, um 1400 (rosa dargestellt). Die Straße „Up dem Klinte“ verläuft senkrecht unten am rechten Rand.

Die Straße, im historischen Weichbild Altewiek gelegen, geht südlich von der Ritterstraße ab und verläuft knapp 160 m etwas schräg nach Südwesten, wo sie in die Jodutenstraße übergeht. Die anderen drei „Klinte“ hingegen, befinden sich ca. 1,2 km Luftlinie nordwestlich und eng beisammen am Übergang vom historischen Weichbild Altstadt zur Neustadt. Die Ritterstraße war seit Anfang des 15. Jahrhunderts zusammen mit der Jeduten- bzw. Jodutenstraße Teil des Klints, wobei die Jodutenstraße erst nach 1758 eine eigenständige  Straße wurde. Hinter den Häusern auf der Ostseite des Klints steigt das Gelände zum Löwenwall hin an. Auf der Westseite schließen die Gebäude rückwärtig an jene der Kuhstraße an.
Bis in das späte 19. Jahrhundert hinein galt der Klint als Arme-Leute-Gegend, wie z. B. auch die Mauernstraße, die Gegend um den Nickelnkulk und den Werder. Die nur etwa 160 m lange Straße war auf beiden Seiten mit niedrigen Fachwerkhäusern bebaut. Im Zweiten Weltkrieg wurden die meisten dieser Häuser, vor allem auf der Westseite, durch alliierte Bombenangriffe vollständig zerstört. Anfang der 1960er Jahre wurde auf der Westseite des Klint die Grundschule Klint gebaut.

### Harfen-Agnes
Die als Stadt-Original bekannte Bänkelsängerin Agnes Schosnoski, Harfen-Agnes genannt, wurde am 24. Januar 1866 im Haus Klint 37 geboren.

### VomKlintzumKlinterklater
Ein Spottgedicht aus Braunschweig vom Ende des 19. Jahrhunderts verdeutlicht die soziale Situation und Stigmatisierung der im und um den Klint herum wohnenden Bevölkerung:
Murenstrate, Klint und Werder,

davor hüte sich ein jeder.

Nickelnkulk is och nich beter,

denn da wohn'n die Messerstäker.

Lange Strate ach nicht minder,

denn da wohnen viele Kinder!
Hochdeutsch:
Mauernstraße, Klint und Werder,

davor hüte sich ein jeder.

Nickelnkulk ist auch nicht besser,

denn da wohnen Messerstecher.

Lange Straße auch nicht minder,

denn da wohnen viele Kinder!
Leicht abgewandelt ist dieser Vers:
Mauernstraße, Klint und Werder,

ja, da wohnen Deutschverderber.

Nickelnkulk ist auch nicht besser,

denn da wohnen Menschenfresser.
Am 27. Oktober 1887 schließlich gipfelte die Situation darin, dass die Bewohner des Klints von der Stadt Braunschweig verlangten, dass der Name ihrer Straße geändert werde, was aber abgelehnt wurde.